# エステポナ川
エステポナ川（エステポナがわ、バスク語、Estepona ibaia）は、スペイン・バスク州ビスカヤ県を流れる河川。大西洋の一部であるビスケー湾（カンタブリア海）へと直接注いでいる。

## 流域
その全流路がスペイン・バスク州ビスカヤ県を流れている
。
河口部のバキオでビスケー湾（カンタブリア海）に注いでいる

。